# گاتفره یوهانسن
گاتفره یوهانسن (دانمارکی: Gotfred Johansen; ۴ مهٔ ۱۸۹۵ – ۲ فوریهٔ ۱۹۷۸) بوکسور اهل دانمارک بود.